# Neoperla flavicincta
Neoperla flavicincta és una espècie d'insecte plecòpter pertanyent a la família dels pèrlids.

## Descripció
- Els adults tenen el centre del pronot i el mesonot de color marró clar, les ales posteriors completament grogues i 10 mm d'envergadura alar.
- El penis del mascle fa 1 mm de llargària.
- La femella no ha estat encara descrita.[3]

## Hàbitat
En el seu estadi immadur és aquàtic i viu a l'aigua dolça, mentre que com a adult és terrestre i volador.

## Distribució geogràfica
Es troba a Indonèsia.